# Synaphridae
Synaphridae é uma pequena família de aranhas araneomorfas, parte da superfamília Araneoidea. A distribuição natural da família abrange o sul da Europa e as Canárias. Uma espécie ocorre no Turquemenistão.

## Sistemática
A família Synaphridae integra 13 espécies descritas repartidas por 3 géneros:
- Cepheia Simon, 1894
- Synaphris Simon, 1894
- Africepheia  Miller, 2007